# NGC 6996
NGC 6996 (również OCL 197) – gromada otwarta znajdująca się w gwiazdozbiorze Łabędzia, w północnej części Mgławicy Ameryka Północna. Odkrył ją John Herschel 28 października 1828 roku. Wiele źródeł błędnie określa nazwą NGC 6996 inną pobliską gromadę NGC 6997.